# CrossCountry

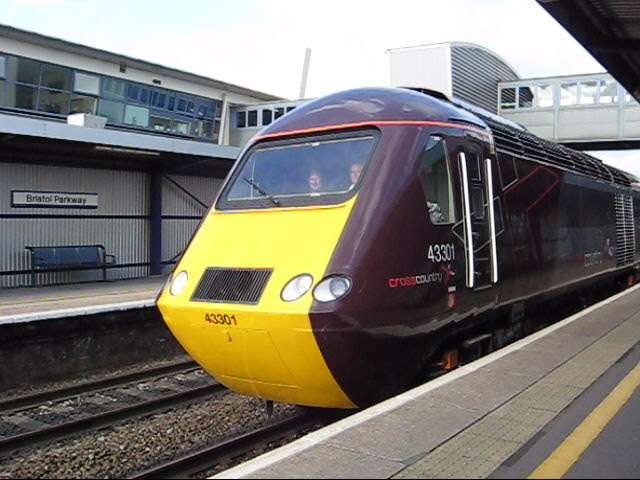
Lokomotywa British Rail Class 43 w malowaniu firmy

CrossCountry – brytyjski przewoźnik kolejowy posiadający koncesję na obsługę grupy dalekobieżnych tras pasażerskich na terenie Anglii, Walii i Szkocji. W większości są to połączenia klasy InterCity, przy czym żadne z nich nie przechodzi przez Londyn. 
Firma jest częścią grupy Arriva. Jej pociągi zatrzymują się na 100 stacjach.

## Tabor
Obecnie CrossCountry eksploatuje następujące jednostki:
- British Rail Class 170 (29 zestawów)
- British Rail Class 220 (34 zestawy)
- British Rail Class 221 (29 zestawów)
- British Rail Class 43 (5 sztuk)
- Wagony British Rail Mark 3 (40 sztuk)